# واگنر روجریو نونس
واگنر روجریو نونس (به پرتغالی: Vágner Rogério Nunes) هافبک اهل برزیل است که در شهر Bauru و در تاریخ ۱۹ مارس ۱۹۷۳ به دنیا آمده‌است.
واگنر روجریو نونس در تیم‌های فوتبال Arapongas سابقهٔ حضور دارد.